# Comté de Hyde (Dakota du Sud)
Pour les articles homonymes, voir Comté de Hyde et Hyde.
Le comté de Hyde est un comté situé dans l'État du Dakota du Sud, aux États-Unis. En 2010, sa population est de 1 420 habitants. Son siège est Highmore, qui est également la seule municipalité du comté.

## Histoire
Créé en 1873, le comté est nommé en l'honneur de James Hyde, membre de la législature du territoire du Dakota.

## Démographie
Selon l'American Community Survey, en 2010, 98,16 % de la population âgée de plus de 5 ans déclare parler l'anglais à la maison, 1,35 % l'allemand et 0,49 % une autre langue.
| 1890  | 1900  | 1910  | 1920  | 1930  | 1940  |
| ----- | ----- | ----- | ----- | ----- | ----- |
| 1 860 | 1 492 | 3 307 | 3 315 | 3 690 | 3 113 |

| 1950  | 1960  | 1970  | 1980  | 1990  | 2000  |
| ----- | ----- | ----- | ----- | ----- | ----- |
| 2 811 | 2 602 | 2 515 | 2 069 | 1 696 | 1 671 |

| 2010  | - | - | - | - | - |
| ----- | - | - | - | - | - |
| 1 420 | - | - | - | - | - |